# Roskilde Kommune (1970-2006)
Roskilde Kommune i Roskilde Amt blev dannet ved kommunalreformen i 1970. Ved strukturreformen i 2007 blev den udvidet til den nuværende Roskilde Kommune ved indlemning af Gundsø Kommune og Ramsø Kommune.

## Tidligere kommuner
Omkring 1580 blev Boserup Sogn lagt under Sankt Jørgensbjerg Sogn. Det blev Sankt Ibs Sogn også i 1808. Sankt Jørgensbjerg sognekommune blev 1. april 1938 indlemmet i Roskilde Købstad, som derved fik 5.174 indbyggere og 1.310 ha jord ekstra og blev Sjællands største provinsby.
Begrebet købstad mistede sin betydning ved kommunalreformen. 2 sognekommuner blev lagt sammen med Roskilde købstad til Roskilde Kommune:
| Kommune           | Folketal 1. januar 1970 | Byer                            |
| ----------------- | ----------------------- | ------------------------------- |
| Roskilde          | 40.241                  | Roskilde                        |
| Roskilde Vor Frue | 1.193                   | Vor Frue                        |
| Himmelev          | 4.028                   | Veddelev og Roskilde (Himmelev) |
| I alt             | 45.462                  |                                 |

Hertil kom 2 enkeltsogne:
- Svogerslev Sogn med byen Svogerslev. Sognet var en del af Kornerup-Svogerslev sognekommune, der havde 2.732 indbyggere. Kornerup Sogn kom til Lejre Kommune.
- Vindinge Sogn med byen Vindinge. Sognet var en del af Reerslev-Vindinge sognekommune, der havde 1.873 indbyggere. Reerslev Sogn med byen Reerslev kom til Høje-Taastrup Kommune.

Hertil kom også grænseflytninger på ejerlavs- og matrikelniveau: Roskilde fik en del af Fløng Sogn, hvis største del kom til Høje-Taastrup Kommune, men afgav også arealer til Høje-Taastrup.

## Sogne
Roskilde Kommune bestod af følgende sogne, alle fra Sømme Herred undtagen Vindinge, der hørte til Tune Herred:
- Himmelev Sogn
- Roskilde Domsogn
- Roskilde Søndre Sogn
- Sankt Jørgensbjerg Sogn
- Svogerslev Sogn
- Vindinge Sogn
- Vor Frue Sogn

## Borgmestre[5]
| Periode   | Navn                | Parti             |
| --------- | ------------------- | ----------------- |
| 1970-1974 | Arthur Jacobsen     | Radikale Venstre  |
| 1974-1976 | Grethe Munk         | Radikale Venstre  |
| 1976-1978 | John Oluf Iversen   | Radikale Venstre  |
| 1978-1986 | Elisabeth Olsen     | Socialdemokratiet |
| 1986-2001 | Henrik Christiansen | Socialdemokratiet |
| 2001      | Jette Kristensen    | Socialdemokratiet |
| 2002-2006 | Bjørn Dahl          | Venstre           |